# What's on Your Mind (Pure Energy)
"What's on Your Mind (Pure Energy)" (em português:  O que Está em Sua Mente (Pura Energia) é o primeiro single do álbum Information Society, lançado pelo grupo de synthpop Information Society em 1988. A canção contem um sampler de Leonard Nimoy atuando como Mr. Spock dizendo "pure energy" do episódio de Star Trek Missão de Misericórdia.
A música foi um grande sucesso nos Estados Unidos onde chegou a posição 3 na Billboard Hot 100, além de entrar no Top 20 da Irlanda e também no Brasil, onde foi muito popular na época de seu lançamento.
Em Março e Abril de 2009, VH1 fez uma lista com os "100 Maiores One Hit Wonders dos anos 80 (100 Greatest One Hit Wonders of the 80s), no qual a canção chegou a posição #74, embora o grupo tenha outras duas canções que alcançaram o Top 40: "Walking Away" e "Think".
Embora a faixa seja uma canção de gênero pop, ainda conseguiu entrar na parada musical de faixas de rock mais tocadas, na qual chegou a posição #10.

## Faixas
7" Single
| N.º | Título                                                       | Duração |  |
| 1.  | "What's on Your Mind (Pure Energy)" (Pure Energy Radio Edit) | 3:40    |  |
| 2.  | "What's on Your Mind (Pure Energy)" (Club Radio Edit)        | 3:15    |  |

12"/CD Single
| N.º | Título                                                       | Duração |  |
| 1.  | "What's on Your Mind (Pure Energy)" (Club Mix)               | 8:00    |  |
| 2.  | "What's on Your Mind (Pure Energy)" (The 54 Mix)             | 5:12    |  |
| 3.  | "What's on Your Mind (Pure Energy)" (Percappella)            | 4:09    |  |
| 4.  | "What's on Your Mind (Pure Energy)" (Pure Energy Mix)        | 4:33    |  |
| 5.  | "What's on Your Mind (Pure Energy)" (What's on Your Dub Mix) | 6:22    |  |

12" Single - Edição de 1998
| N.º | Título                                                                             | Duração |  |
| 1.  | "What's on Your Mind (Pure Energy)" (Remixed by Christian B./Daren Kramer for CKB) |         |  |
| 2.  | "What's on Your Mind (Pure Energy)" (Remixed by Justin Leach and Exhibition)       |         |  |
| 3.  | "What's on Your Mind (Pure Energy)" (Girl Eats Boy Mix)                            |         |  |
| 4.  | "What's on Your Mind (Pure Energy)" (Remixed by David J. of Love & Rockets)        |         |  |

CD Single - Edição de 2001
| N.º | Título                                                            | Duração |  |
| 1.  | "What's on Your Mind (Pure Energy)" (Pure Energy 2001 Edit)       | 3:48    |  |
| 2.  | "What's on Your Mind (Pure Energy)" (Boris & Beck Exit Edit)      | 3:58    |  |
| 3.  | "What's on Your Mind (Pure Energy)" (Junior's Blue Zone Club Mix) | 9:08    |  |
| 4.  | "What's on Your Mind (Pure Energy)" (Boris & Beck Exit Mix)       | 8:46    |  |
| 5.  | "What's on Your Mind (Pure Energy)" (Sugarpussy Psychic Funk Mix) | 6:38    |  |

## Posições nas paradas musicais
| Parada musical (1988)                               | Melhor posição |
| --------------------------------------------------- | -------------- |
| Canadá - Canada RPM Top 100 Singles                 | 58             |
| Estados Unidos - Billboard Hot 100                  | 3              |
| Estados Unidos - Hot Dance Music/Club Play          | 1              |
| Estados Unidos - Hot Dance Music/Maxi-Singles Sales | 2              |
| Estados Unidos - Modern Rock Tracks                 | 10             |
| Irlanda - IRMA                                      | 18             |
| Reino Unido - UK Singles Chart                      | 81             |